# Lophocyonidae
I lofocionidi (Lophocyonidae) sono una famiglia di mammiferi estinti, appartenenti all'ordine dei carnivori. Vissero tra il Miocene inferiore e il Miocene superiore (circa 22 - 7 milioni di anni fa) e i loro resti fossili sono stati ritrovati in Europa e in Asia.

## Descrizione
Questi animali dovevano essere dei carnivori di taglia media, forse simili a un protele crestato, a un procione o a un panda minore; erano dotati di una dentatura molto particolare, caratterizzata dalla molarizzazione dei premolari anteriori (il terzo premolare superiore e il quarto premolare inferiore), dai molari di tipo lofodonte e dalla complessa morfologia degli incisivi.

## Classificazione
La famiglia Lophocyonidae è stata istituita nel 2019 per accogliere alcune forme di mammiferi carnivori miocenici precedentemente ascritti agli ienidi, ai procionidi o ai viverridi. Uno studio di Morales e colleghi, tuttavia, ha permesso di riconoscere alcune caratteristiche comuni a tutte queste forme, caratteristiche che tuttavia le escludono da qualunque altra famiglia di carnivori finora nota. Sembra che i lofocionidi più arcaici (ad esempio Izmirictis) fossero molto simili ad alcuni ienidi primitivi, come Protictitherium; ciò suggerisce che la divergenza tra ienidi e lofocionidi sia avvenuta nei primi tempi del Miocene inferiore, circa 23 - 22 milioni di anni fa.
Di seguito è riportato un cladogramma tratto dal lavoro in cui è stata istituita la famiglia Lophocyonidae (Morales et al., 2019):
|  | †Sivanasua antiqua     |
|  |                        |
|  | †Sivanasua moravica    |
|  |                        |
|  | †Sivanasua viverroides |
|  |                        |

|  | †Lophocyon carpathicus    |
|  |                           |
|  | †Lophocyon paraskevaidisi |
|  |                           |

|  | †Sivanasua antiqua     |
|  |                        |
|  | †Sivanasua moravica    |
|  |                        |
|  | †Sivanasua viverroides |
|  |                        |

|  | †Lophocyon carpathicus    |
|  |                           |
|  | †Lophocyon paraskevaidisi |
|  |                           |

|  | †Sivanasua antiqua     |
|  |                        |
|  | †Sivanasua moravica    |
|  |                        |
|  | †Sivanasua viverroides |
|  |                        |

|  | †Lophocyon carpathicus    |
|  |                           |
|  | †Lophocyon paraskevaidisi |
|  |                           |

|  | †Sivanasua antiqua     |
|  |                        |
|  | †Sivanasua moravica    |
|  |                        |
|  | †Sivanasua viverroides |
|  |                        |

|  | †Lophocyon carpathicus    |
|  |                           |
|  | †Lophocyon paraskevaidisi |
|  |                           |

|  | †Sivanasua antiqua     |
|  |                        |
|  | †Sivanasua moravica    |
|  |                        |
|  | †Sivanasua viverroides |
|  |                        |

|  | †Lophocyon carpathicus    |
|  |                           |
|  | †Lophocyon paraskevaidisi |
|  |                           |

|  | †Sivanasua antiqua     |
|  |                        |
|  | †Sivanasua moravica    |
|  |                        |
|  | †Sivanasua viverroides |
|  |                        |

|  | †Lophocyon carpathicus    |
|  |                           |
|  | †Lophocyon paraskevaidisi |
|  |                           |

|  | †Sivanasua antiqua     |
|  |                        |
|  | †Sivanasua moravica    |
|  |                        |
|  | †Sivanasua viverroides |
|  |                        |

|  | †Lophocyon carpathicus    |
|  |                           |
|  | †Lophocyon paraskevaidisi |
|  |                           |

|  | †Sivanasua antiqua     |
|  |                        |
|  | †Sivanasua moravica    |
|  |                        |
|  | †Sivanasua viverroides |
|  |                        |

|  | †Lophocyon carpathicus    |
|  |                           |
|  | †Lophocyon paraskevaidisi |
|  |                           |

## Paleoecologia
I molari lofodonti dei lofocionidi suggeriscono che questi animali avessero una dieta primariamente erbivora. È probabile che alcuni lofocionidi specializzati (come Sivanasua) fossero arboricoli.